# 阿納爾龍屬
阿納爾龍屬（學名：Anarosaurus）是種已滅絕海生爬行動物，屬於幻龍目，生存於三疊紀中期（安尼西階）。
阿納爾龍的屬名意為「Anar的蜥蜴」，是以北歐神話的神祇Anar為名。